# Игл Маунтин (Тексас)
Игл Маунтин (енгл. Eagle Mountain) град је у америчкој савезној држави Тексас.

## Демографија
По попису из 2000. године број становника је 6.599.
| Група             | 2000.         | 2010.    |
| Белци             | 6.098 (92,4%) | 0 (0,0%) |
| Афроамериканци    | 61 (0,9%)     | 0 (0,0%) |
| Азијати           | 47 (0,7%)     | 0 (0,0%) |
| Хиспаноамериканци | 263 (4,0%)    | 0 (0,0%) |
| Укупно            | 6.599         | 0        |